# Prandial
Prandial se rapporte à un repas. Postprandial signifie après un repas alors que préprandial est avant un repas.

## Utilisation de postprandial

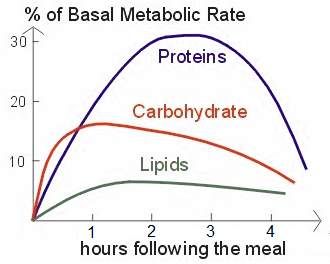
La thermogenèse postprandiale augmente le métabolisme de base à des degrés différents selon les composants des aliments.

Le terme postprandial est utilisé dans de nombreux contextes.

### Gastronomique ou sociale
Fait référence aux activités effectuées avant ou après un repas, telles que boire un cocktail ou fumer.

### Médical
Une utilisation courante concerne les taux de sucre dans le sang (ou glycémie), qui sont normalement mesurés pendant les deux heures suivant la consommation dans un test de glucose postprandial (en). En effet, la glycémie augmente généralement après un repas. L’American Diabetes Association (en) (ADA) recommande un taux de glucose postprandial inférieur à 180 mg/dl et une glycémie plasmatique préprandiale comprise entre 70 et 130 mg/dl.
Les autres utilisations du terme postprandial comprennent :
- l'hypoglycémie postprandiale est une légère diminution du taux de sucre dans le sang après un grand repas ;
- l'hyperglycémie postprandiale (GSPP) est une glycémie élevée après un repas. Elle peut être évaluée dans un test de glucose postprandial (en) ;
- l'hypotension postprandiale est une baisse drastique de la pression artérielle après un repas[3] ;
- la régurgitation postprandiale est un symptôme unique du syndrome de rumination (Mérycisme) ;
- la thermogenèse postprandiale est la production de chaleur due au métabolisme après un repas, augmentant temporairement le métabolisme de base ;
- la distension abdominale postprandiale se réfère généralement à un ballonnement important de l'abdomen après un repas. Il est généralement très inconfortable. Les manifestations de son apparition soudaine ou prolongée sont les symptômes de certaines affections gastro-intestinales indésirables telles que la maladie de l'intestin irritable et surtout de la colonisation bactérienne chronique de l'intestin grêle[Lequel ?] (ou SIBO en anglais). La distension abdominale postprandiale est également un effet secondaire documenté de certains médicaments. [citation nécessaire]

#### Les processus
Dans le post-prandium, il y a digestion des aliments dans le tractus gastro-intestinal, suivie de l'absorption et de divers processus métaboliques, principalement anaboliques (formation de molécules organiques à partir de petites unités). Le postprandium se caractérise par une activité accrue du système nerveux parasympathique, mettant le corps dans un état de « repos et digestion ».